# Juncus albescens
Juncus albescens — вид трав'янистих рослин родини ситникові (Juncaceae). Цей вид поширений головним чином у південно-арктичних і північно-бореальних зонах Північної Америки й Азії; також трапляється на а. Шпіцберген і в Гімалаях. Етимологія: лат. albescens — «біліючий».

## Таксономічні примітки
Два таксони в межах Juncus triglumis s. lat. розглядалися як види, підвиди, або різновиди. Деякі автори повідомляють, що J. triglumis і J. albescens у значній мірі симпатричні, тому їх важко тримати один від одного в деяких регіонах. У той час як інші повідомляють порівняно чіткі морфологічні відмінності. Основні відмінності: у J. triglumis найдовший стягуючий приквіток короткий і тупий, оцвітина коротка й тупа й приблизно половини довжини зрілої капсули, не стає білуватою під час в'янення, плід звужується під дзьобом, а стебла значно довші, ніж листи. У J. albescens найдовший стягуючий приквіток довший, гострий або з розширеною шіловидою пластиною, оцвітина довша, більш гостра й приблизно такої ж довжинами, як капсула, стає білуватою під час в'янення, плід звужується в самому дзьобі, стебла приблизно такої довжини, як листя. У Скандинавії, J. triglumis s. lat. вища рослина, а J. biglumis — дрібніша, на Шпіцбергені — протилежно, через те, що свальбардівські J. albescens значно менші ніж скандинавські J. triglumis. Порівняння рослин J. triglumis континентальної Європи з рослинами J. albescens Шпіцбергену, Ґренландії та сх. Канади дає чіткі, наведені вище відмінності, але порівняння з рослинами з пн.-зх. Північної Америки й пн.-сх. Азії показують менше відмінностей.

## Опис
Це багаторічні зелені трав'янисті рослини. Утворюють невеликі купини, за допомогою короткого, розгалуженого кореневища. Більшість листів прикореневі. Стебла 2–6(7) мм, прямі, циліндричні, гладкі або злегка ребристі, без або з одним листом на нижній половині стебла. Листки 1.5–4 см такі ж або трохи коротші, ніж стебла, тонкі, 0.5–0.9 мм, ниткоподібні й гладкі або злегка ребристі з довгою 0.5–1.5 см червонувато-коричневою піхвою.
Суцвіття — головки з (2)3(5) квітами на одній висоті або з 1 квіткою незначно (1–2 мм) нижче, ніж інші, під якими видно зазвичай 3 приквітки. Приквітки 2.5–3.5(5) мм, коротші, ніж квіти, широко ланцетні або яйцеподібні, гострі, червонувато-коричневого кольору з темно-коричневої серединною жилкою, що простягається до вершини. Все суцвіття стає сірувато білим з віком, що видно на більшості рослин, оскільки стебла й суцвіття часто залишаються на рослині впродовж кількох років. Квіти радіально симетричні. Оцвітина з 6 (3 + 3) листочків. Листочки оцвітини ланцетні. Зовнішні листочки 3–4 мм, гострі, коричнево-червоні або рожеві; внутрішні листочки трохи коротше, ніж зовнішні, тупі, білуваті й значно більш напівпрозорі, завдовжки з плоди. Тичинок 6, завдовжки з листочки оцвітини. Пиляки вузькі, 0.6–0.8(0.9) мм довжиною. Плоди 1-камерні капсули, 3–4(5) мм, гострі, блискучі, оливково-коричневого кольору з численним насінням.

## Відтворення
Статеве розмноження насінням; немає вегетативного розмноження. Адаптований до вітрозапилення, але, передбачаються, самозапилення є загальним. Немає адаптації до розсіювання насіння. Імовірно розсіювання на довші відстані здійснюється птахами, які часто відвідують болота, де росте вид.

## Поширення
Поширення непевне; ймовірно, вид поширений головним чином у південно-арктичних і північно-бореальних зонах Північної Америки (Аляска, Канада, Ґренландія) й Азії (Росія); також трапляється на а. Шпіцберген і в Гімалаях (Пакистан). Здається, відсутні в європейській частині Росії. Походження рослин зі Шпіцбергену, швидше за все, ґренландське.
Рослина спеціалізується на зростанні в мілководних арктичних болотах.